# Dealu Scheiului
Dealu Scheiului – wieś w Rumunii, w okręgu Vâlcea, w gminie Dănicei. W 2011 roku liczyła 170 mieszkańców.